# Gustav Noske
Gustav Noske est un homme politique allemand, né le 9 juillet 1868 à Brandebourg-sur-la-Havel (royaume de Prusse) et mort le 30 novembre 1946 à Hanovre (zone d'occupation britannique en Allemagne).
Membre du SPD, il est ministre de la Défense de 1919 à 1920. Il est notamment connu pour son rôle central dans l'écrasement de la révolte spartakiste de Berlin.

## Biographie

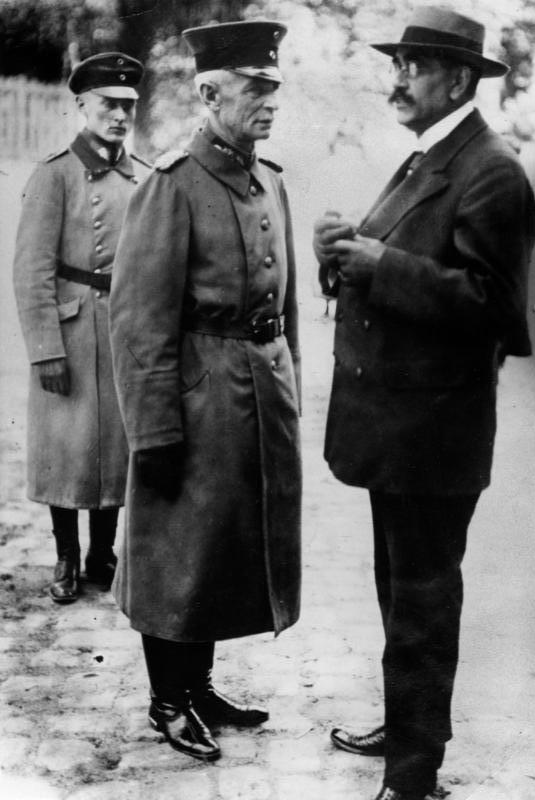
Gustav Noske (à droite) en discussion avec le général Walther von Lüttwitz, en 1920.

Artisan devenu journaliste, élu député social-démocrate (SPD) en 1906, il est responsable des questions de défense pour son parti, dont il est un des chefs de l'aile droite. Spécialisé dans les questions militaires, il vote les crédits de guerre en 1914. Durant toute la Première Guerre mondiale, il assure la liaison entre le quartier général et le SPD. L'armée mettant sa confiance en lui, il est chargé de maintenir le moral de la troupe.
Confronté aux mutineries de Kiel durant la révolution de 1918, il gagne d'abord la confiance des conseils ouvriers et préserve comme il le peut les institutions militaires ; puis, nommé gouverneur de Kiel par le nouveau gouvernement en 1919, il réprime durement l’insurrection et s'impose comme l'un des appuis les plus solides du nouveau régime. Il est nommé ensuite ministre de la Guerre dans le gouvernement du chancelier Scheidemann et réprime l’insurrection spartakiste de Berlin (la « Semaine sanglante » de Berlin, du 6 au 15 janvier 1919), recrutant aussi des éléments des corps francs. Au cours de cette semaine, les deux meneurs du parti communiste, Karl Liebknecht et Rosa Luxemburg, anciens dirigeants de l’aile gauche du SPD, sont assassinés par les corps francs dépendants de Waldemar Pabst, sur ordre de Noske,. Il déclare alors : « Il faut que quelqu'un fasse le chien sanguinaire : je n'ai pas peur des responsabilités ».
En 1920, la tentative de putsch de Kapp le prend au dépourvu, entraînant sa démission. Il devient gouverneur de la province de Hanovre la même année. En 1932, il propose la réélection du maréchal Hindenburg à la présidence du Reich. Du fait de son étiquette social-démocrate, il est démis de ses fonctions l'année suivante par les nazis.
Après la nomination d’Adolf Hitler à la chancellerie du Reich, il se retire de la vie politique. Il maintient des relations avec ses anciens camarades comme Carl Severing et Wilhelm Leuschner et s'attire en conséquence les foudres des nazis. Il est mis quelques mois aux arrêts en 1937. Soupçonné de complicité après la tentative d’assassinat de Hitler du 20 juillet 1944, il est interné dans le camp de concentration de Fürstenberg/Havel, puis dans celui de Ravensbrück. Après sept mois de détention, il est transféré à Berlin dans la prison de Lehrter Strasse, d'où il est libéré par les Soviétiques en mai 1945.
Il a laissé des Mémoires.